# La Mata (Alicante)

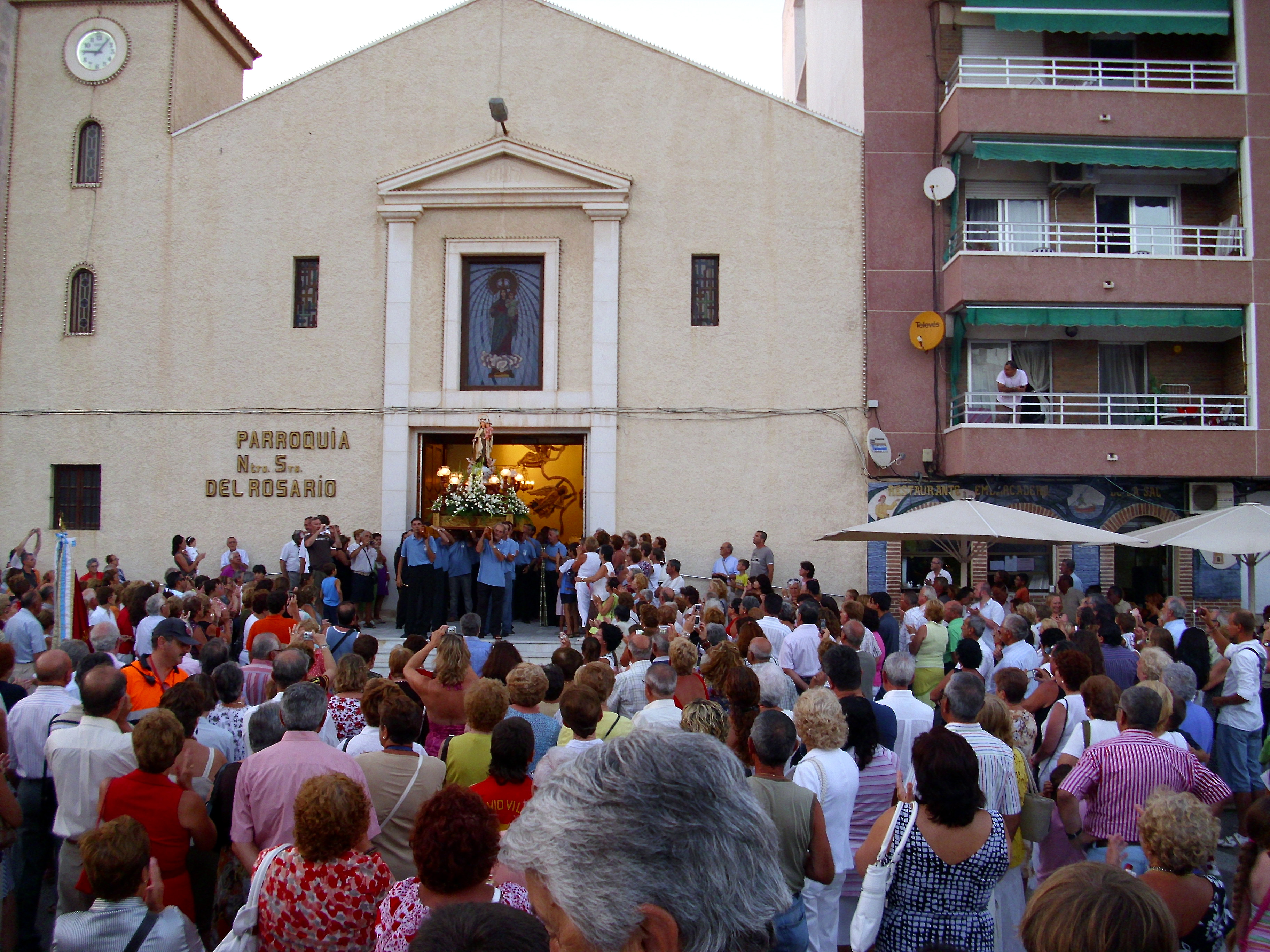
Inicio de la procesión de la Virgen del Carmen.

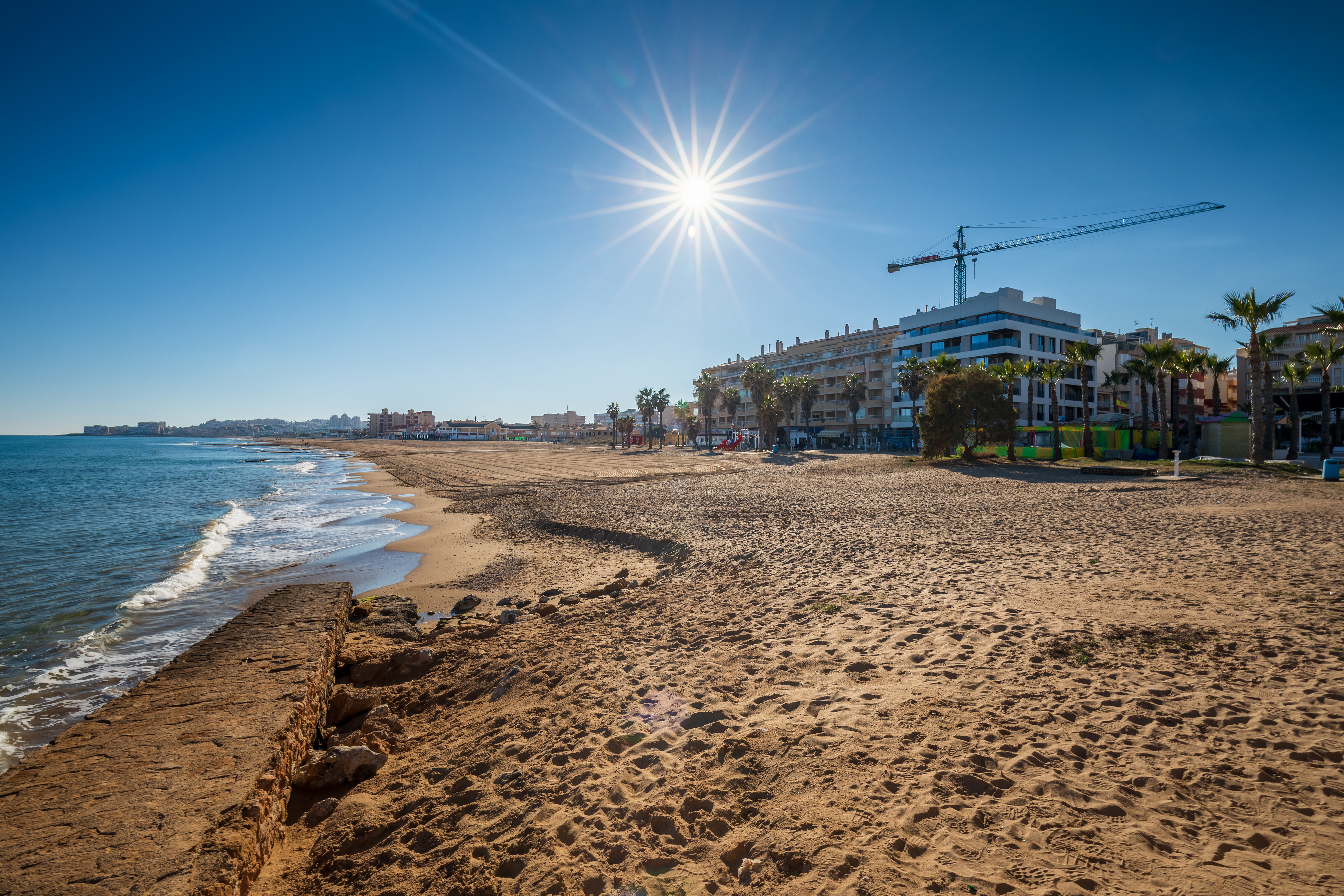
Playa de La Mata hacia el sur en enero de 2022

La Mata es una pedanía del municipio español de Torrevieja, en la provincia de Alicante, Comunidad Valenciana. Tiene una población de 1.198 habitantes.

## Geografía
Limita al norte con Guardamar del Segura y al oeste con el Parque natural de las Lagunas de La Mata y Torrevieja. 
La localidad tiene una importante dimensión turística y un número considerable de habitantes procedentes de diversos puntos de Europa, siendo en gran medida una ciudad dormitorio. Desde 2010 dispone de una sede de distrito del ayuntamiento de Torrevieja.
Dispone de varias playas con abundante arena, siendo la más importante la playa de Torrelamata, que se encuentra al sur del centro de la localidad. En el casco urbano se encuentra una prolongación de la misma con el nombre de playa de la Torre de La Mata o del embarcadero. Al norte se integra en el conjunto de playas protegidas de las dunas de Torrelamata y Guardamar, que disponen de abundante flora y fauna litoral.
Se comunica con Torrevieja mediante dos carreteras que se encuentran rodeadas de urbanizaciones. Una de ellas es la N-332, mientras la otra bordea el litoral.

## Historia
El origen de la localidad se relaciona con la explotación de la sal de la laguna de la Mata que se ha estado explotando durante siglos, sin embargo la población era escasa y se limitaba a unos pocos habitantes, entre ellos los soldados que se encargaban de la vigilancia en el embarcadero o en la cercana torre del Moro. La extracción y carga de sal era de tipo estacional, por lo que los operarios se desplazaban con esa finalidad. En 1759 el concejo de Orihuela cede la explotación de las salinas de la laguna de Torrevieja a la corona, que comenzó con una explotación organizada bajo supervisión del Administrador de las Salinas de La Mata. Hasta 1802 la localidad fue el centro de la actividad de la producción de sal, por lo que disponía de representación para temas de justicia y ayuntamiento. En esas fechas se trasladaron sus oficinas a Torrevieja por prerrogativa real, ya que se comenzó a extraer sal de la laguna homónima.
La localidad quedó completamente destruida por el terremoto de 1829, al igual que Torrevieja y otros pueblos de la zona. Su reconstrucción supuso ayudar en la construcción de 24 viviendas para acoger a sus vecinos.

## Puntos de interés
- Parroquia de Nuestra Señora del Rosario: Situada en la plaza central de La Mata, tiene su origen en el siglo XVIII, pero el templo original sería derribado en 1896, construyéndose otro con la misma advocación. Se restauró de manera notable en 1987.

- Salinas de La Mata y Torrevieja: En La Mata se sitúa la entrada a este parque natural y el acceso principal a través del centro de interpretación, con un pequeño museo de la flora y fauna presente en el entorno.

- Vino de La Mata: La localidad da nombre al vino blanco de La Mata, con denominación de origen protegida, que se elabora con uva merseguera según procedimientos artesanales. Los viñedos son centenarios al no verse afectados por la plaga de filoxera que se produjo en el siglo XIX al encontrarse en un suelo arenoso y árido. Sin embargo sólo quedan unas 75 hectáreas dentro del parque natural,[6] ya que la mayoría de la superficie existente fue arrancada para la construcción de urbanizaciones.[7]